# 2873 Binzel
2873 Binzel (1982 FR) là một tiểu hành tinh vành đai chính được phát hiện ngày 28 tháng 3 năm 1982 bởi Bowell, E. ở Flagstaff (AM).